# Бандерије
Бандерије (мађ. banderiális hadsereg) су биле одреди феудалне коњице у Угарској и Хрватској од 11. до 16. века. Чинили су је углавном угарски племићи, при чему је сваки великаш водио свој барјак, лат. banderium, одатле и назив. 

## Историја
Бандерије су формиране за владе краља Иштвана (997-1038), како би замениле дотадашњу мађарску народну војску, која је сакупљана по племенима. Знатнији великаши (барони) опремали су и издржавали сопствене бандерије, у којима је служила ситнија властела. Поред ових, земљопоседничких бандерија, краљ Иштван је формирао и жупанијске бандерије, са седиштем у жупанијским градовима, састављене од слободних сељака и дела кметова, које су опремане из државне благајне, и биле под командом краљевских чиновника (жупана или грофова).
По ратном уставу краља Жигмунда (лат. Regulamentum insurrectionale generale, Закон о масовном подизању народа на оружје из 1435), сви велики земљопоседници, са њима и црквени, били су дужни да наоружају своју бандерију, у односу на величину њихових поседа. У случају велике опасности за државу, проглашаван је народни устанак, и сви племићи били су дужни да на свака 33 кмета опреме по једног коњаника: тако су Угарска и Хрватска могле да подигну око 80.000 коњаника.
Владислав II обновио је 1492. бандеријске одредбе и одредио је обичну јачину на 400 коњаника, пола од њих хусари, пола од њих тешка коњица. После мохачке битке 1526. бандерије су биле скоро уништене и после су се јављале са обично 10 до 12 коњаника. Зато су од 1601. све бандерије са мање од 50 коњаника морале да уђу у такозване бандерије комитата. 
Бандеријске одредбе нестале су у току османске владавине, али је назив остао до 19. века за јединице коњаника које би слале комитати.

## Види исто
- Пандур